# ラヒーム・スターリング
ラヒーム・シャキール・スターリング MBE（Raheem Shaquille Sterling MBE、1994年12月8日 - ）は、ジャマイカ・キングストン出身のイングランド人サッカー選手。プレミアリーグ・チェルシーFC所属。元イングランド代表。ポジションはフォワード。

## 生い立ち
スターリングは、ジャマイカの首都であるキングストンで生まれ、生後3年間をそこで過ごし、7歳の時に母親と共にロンドンへ移住した。父親は9歳の時にジャマイカで射殺されている。

## クラブ経歴

### リヴァプール
2003年にクイーンズ・パーク・レンジャーズでキャリアをスタートさせ、2010年にリヴァプールに移籍した。2011年2月14日、FAユースカップのサウスエンド・ユナイテッド戦で5ゴールを記録した。2012年3月24日、ウィガン・アスレティック戦でプロデビューを果たした。17歳と107日のデビューはリヴァプールで2番目に若いデビューとなった。2013-14シーズン、ほぼレギュラーの座を獲得し、ルイス・スアレス、ダニエル・スタリッジと3人はSSSトリオと呼ばれゴールを量産、チームの優勝争いに貢献した。
2014-15シーズン中に契約延長のオファーを二度拒否、2014-15シーズン終了後の移籍を希望した。アーセナルやチェルシー、バイエルン・ミュンヘン、レアル・マドリードなどが獲得に興味を示したと報じられ、リヴァプールサポーターの反発を買うこととなった。激怒した一部のリヴァプールサポーターによって、スターリングやその家族への脅迫や人種差別が相次ぎ、警察が捜査に乗り出す事態に発展した。

### マンチェスターシティ
2015年7月14日、同じくプレミアリーグのマンチェスター・シティへ完全移籍することが発表された。契約期間は2020年6月30日までの5年間で、背番号は7番。イギリス紙『ロンドン・イブニング・スタンダード』によると、ボーナスを含めた移籍金は4900万ポンド（約94億2000万円）と報道した。2015年10月17日、第7節のAFCボーンマス戦でプロ入り初のハットトリックを達成した。
2017年11月30日、第14節のサウサンプトン戦では終了間際に得点を決めて12連勝に貢献、プレミアリーグでは18ゴールを決めるなどシティの優勝を助けた。
2018年7月、契約更新が難航し、来夏の放出候補と見られていたが、11月9日にクラブとの契約を2023年夏まで延長した。3月19日のワトフォードFC戦ではハットトリックを達成し、3-1での勝利に貢献。2019年4月、今シーズンの活躍が評価され、FWA年間最優秀選手賞を受賞した。またFAカップ決勝のワトフォード戦では2ゴールの活躍で優勝に貢献、リーグ、リーグカップ、FAカップと国内3冠獲得に貢献した。
2019-20シーズンの開幕戦となったウェストハム戦でハットトリックを達成しチームを勝利に導き、チャンピオンズリーグのアタランタ戦でもハットトリックの活躍で5-1での勝利に貢献したが、準々決勝のリヨン戦では、1-2とリードを許す中、ゴールが開いているという絶好のチャンスがあったが、シュートを外してしまい、チームは敗退した。
2020-21シーズン終盤は不振を極め15試合で僅か2ゴール2アシストに終わるも、UEFAチャンピオンズリーグ決勝のチェルシー戦では先発起用されたが、ほとんど仕事が出来ず、チームも0-1と敗れた。

### チェルシー
2022年7月13日、チェルシーFCと5年契約を結ぶことが発表された。背番号は17を背負うことが決定。22−23シーズン、エヴァートンとの開幕戦で早速スタメンで公式戦デビューした。2022年8月27日、レスターシティFC戦で移籍後初ゴールを記録した。さらにサウサンプトン戦でも得点、移籍後最初の1ヶ月間で5試合3ゴール1アシストと、順調なスタートを切った。またチャンピオンズリーグのレッドブル・ザルツブルク戦でゴールを決めた。しかし、なかなか攻撃が噛み合わず不調に陥っていたがディナモ・ザグレブ戦でゴールを決め、ワールドカップメンバーに選ばれた。ワールドカップ再開後のボーンマス戦でスタメン出場し、カイ・ハフェルツのゴールをアシストする活躍を見せた。
2023-24シーズン、背番号を7番に変更。マウリシオ・ポチェッティーノ監督が就任してからは両サイドで存在感を示した。
2024-25シーズンからはエンツォ・マレスカ監督が就任し、チームの若返りや同ポジションの選手が加入したことによって構想外となった。

#### アーセナル
2024年8月31日、アーセナルFCに1シーズンのローン移籍することが公式発表された。

## 代表経歴
イングランド代表として各年代でプレーし、2011 FIFA U-17ワールドカップに出場した。2012年11月14日のスウェーデン戦で17歳の若さでA代表初出場を果たした。2018 FIFAワールドカップでは6試合に出場したが、度重なる決定機にも1ゴールも奪えず批判を受けた。2019年3月、UEFA欧州選手権2020・予選のチェコ戦で代表では初のハットトリックを達成した。2021年、ユーロ2020、グループリーグ初戦のクロアチア戦では決勝ゴールを決め、第3戦のチェコ戦でも決勝ゴールを決め、決勝トーナメント進出に貢献、決勝トーナメント1回戦のドイツ戦でも決勝ゴールを奪った。準決勝のデンマーク戦では延長戦に入りPKを奪い、決勝進出の足掛かりを作った。ワールドカップカタール大会を戦うイングランド代表に選出され、1次リーグ初戦のイラン戦では、3度目の出場にして、ワールドカップでの初得点を挙げた。しかし、決勝トーナメント1回戦では自宅が空き巣被害に遭ったため欠場、急遽帰国した。準々決勝からチームに戻ったが、フランスに敗れチームは敗退した。

## 人物・エピソード
- 2015年4月、チームメイトのジョーダン・アイブと共に水タバコのパイプを咥えている写真が出回り、その翌日、イギリスでは脱法ドラッグとして知られている「風船ドラッグ(亜酸化窒素)」を自宅で吸引している動画が出回った[31]。過去には風船ドラッグの吸引が原因で命を落とした者もおり、当時リヴァプールの監督を務めていたブレンダン・ロジャーズは「プロのスポーツ選手であればそれはすべきことではない。その事を私から話そうと思う。我々は選手たちに『スーパー・プロ』でいてほしい。それはピッチ内外ともにだ」と語り、選手と面談する事を明かした[32]。しかし、同年6月、休暇で訪れたスペイン・イビサ島での船上パーティーにて再び風船ドラッグを吸引している動画が出回った[33][34]。さらに同年10月、シーシャと呼ばれる水タバコを吸っている姿を撮影された[35]。
- アメリカ人ピアニストのリベラーチェに憧れており、2015年にピアノの講師を雇ってピアノの練習を始めた。使用しているピアノは1万ポンド(約185万円)のヤマハ製と報じられている[36]。
- 2017年5月、ESPNは世界で最も有名なアスリート100人を発表し、77位に選出された。サッカー選手としては28位[37]。
- 2018年5月、右脚の脹脛の辺りにM16自動小銃の刺青を入れ、W杯直前だったという事もあり問題視された。刺青を除去しないならW杯のメンバーから外れるべきという声さえ上がっていた中、本人は「私の父親は、私が2歳の頃に銃で撃たれてこの世を去った。そのときに私は、何があっても銃には触らないと誓った。私は右足でシュートを撃つから、これには深い意味があるし、それにまだこれで完成形というわけではないんだ」と反論している[38]。
- 2021年6月11日、イギリス女王の公式誕生日に、スポーツにおける人種平等への貢献に対して大英帝国勲章のメンバーグレードであるMBEを授与された。[39]

## 個人成績
| クラブ                 | シーズン | リーグ         | リーグ戦 | リーグ戦 | カップ戦 | カップ戦 | リーグ杯 | リーグ杯 | 国際大会 | 国際大会 | その他 | その他 | 合計 | 合計 |
| クラブ                 | シーズン | リーグ         | 出場     | 得点     | 出場     | 得点     | 出場     | 得点     | 出場     | 得点     | 出場   | 得点   | 出場 | 得点 |
| ---------------------- | -------- | -------------- | -------- | -------- | -------- | -------- | -------- | -------- | -------- | -------- | ------ | ------ | ---- | ---- |
| リヴァプール           | 2011-12  | プレミアリーグ | 3        | 0        | 0        | 0        | 0        | 0        | -        | -        | 0      | 0      | 3    | 0    |
| リヴァプール           | 2012-13  | プレミアリーグ | 24       | 2        | 1        | 0        | 1        | 0        | 10       | 0        | 0      | 0      | 36   | 2    |
| リヴァプール           | 2013-14  | プレミアリーグ | 33       | 9        | 3        | 0        | 2        | 1        | -        | -        | 0      | 0      | 38   | 10   |
| リヴァプール           | 2014-15  | プレミアリーグ | 35       | 7        | 5        | 1        | 4        | 3        | 8        | 0        | 0      | 0      | 52   | 11   |
| リヴァプール           | 通算     | 通算           | 95       | 18       | 9        | 1        | 7        | 4        | 18       | 0        | 0      | 0      | 129  | 23   |
| マンチェスター・シティ | 2015-16  | プレミアリーグ | 31       | 6        | 2        | 1        | 4        | 1        | 10       | 3        | 0      | 0      | 47   | 11   |
| マンチェスター・シティ | 2016-17  | プレミアリーグ | 33       | 7        | 5        | 1        | 1        | 0        | 8        | 2        | 0      | 0      | 47   | 10   |
| マンチェスター・シティ | 2017-18  | プレミアリーグ | 33       | 18       | 2        | 1        | 3        | 0        | 8        | 4        | 0      | 0      | 46   | 23   |
| マンチェスター・シティ | 2018-19  | プレミアリーグ | 34       | 17       | 4        | 3        | 3        | 0        | 10       | 5        | 0      | 0      | 51   | 26   |
| マンチェスター・シティ | 2019-20  | プレミアリーグ | 33       | 20       | 4        | 1        | 5        | 3        | 9        | 6        | 1      | 1      | 52   | 31   |
| マンチェスター・シティ | 2020-21  | プレミアリーグ | 31       | 10       | 3        | 1        | 4        | 2        | 11       | 1        | 0      | 0      | 49   | 14   |
| マンチェスター・シティ | 2021-22  | プレミアリーグ | 30       | 13       | 2        | 0        | 4        | 1        | 12       | 3        | 0      | 0      | 48   | 17   |
| マンチェスター・シティ | 通算     | 通算           | 225      | 91       | 22       | 9        | 24       | 7        | 68       | 24       | 1      | 1      | 340  | 132  |
| チェルシー             | 2022-23  | プレミアリーグ | 28       | 6        | 1        | 0        | 3        | 0        | 9        | 3        | 2      | 0      | 43   | 9    |
| チェルシー             | 2023-24  | プレミアリーグ | 31       | 8        | 6        | 1        | 6        | 1        | -        | -        | -      | -      | 43   | 10   |
| チェルシー             | 通算     | 通算           | 59       | 14       | 7        | 1        | 9        | 1        | 9        | 3        | 2      | 0      | 86   | 19   |
| アーセナルFC(loan)     | 2024-25  | プレミアリーグ | 17       | 0        | 1        | 0        | 4        | 1        | 6        | 0        | -      | -      | 28   | 1    |
| アーセナルFC(loan)     | 通算     | 通算           | 17       | 0        | 1        | 0        | 4        | 1        | 6        | 0        | -      | -      | 28   | 1    |
| 総通算                 | 総通算   | 総通算         | 396      | 123      | 39       | 11       | 40       | 12       | 101      | 27       | 3      | 1      | 512  | 164  |

## 代表歴

### 出場大会
- U-17イングランド代表
  - 2011年 - FIFA U-17ワールドカップ（準々決勝敗退）
- イングランド代表
  - 2014年 - FIFAワールドカップ（グループリーグ敗退）
  - 2016年 - UEFA EURO 2016（ベスト16）
  - 2018年 - FIFAワールドカップ（4位）
  - 2018年 - UEFAネーションズリーグ2018-19
  - 2020年 - UEFAネーションズリーグ2020-21
  - 2021年 - UEFA EURO 2020 (準優勝)
  - 2022年 - 2022 FIFAワールドカップ

### 試合数
- 国際Aマッチ 82試合 20得点（2012年-2022年）[40]

| イングランド代表 | 国際Aマッチ | 国際Aマッチ |
| 年               | 出場        | 得点        |
| ---------------- | ----------- | ----------- |
| 2012             | 1           | 0           |
| 2014             | 12          | 0           |
| 2015             | 7           | 2           |
| 2016             | 9           | 0           |
| 2017             | 6           | 0           |
| 2018             | 12          | 2           |
| 2019             | 9           | 8           |
| 2020             | 2           | 1           |
| 2021             | 14          | 5           |
| 2022             | 10          | 2           |
| 通算             | 82          | 20          |

### ゴール
| #   | 年月日         | 開催地                                   | 対戦国           | スコア | 結果 | 試合概要                                |
| --- | -------------- | ---------------------------------------- | ---------------- | ------ | ---- | --------------------------------------- |
| 1.  | 2015年3月7日   | ウェンブリー・スタジアム                 | リトアニア       | 3-0    | 4-0  | UEFA EURO 2016予選                      |
| 2.  | 2015年10月5日  | ウェンブリー・スタジアム                 | エストニア       | 2-0    | 2-0  | UEFA EURO 2016予選                      |
| 3.  | 2018年10月15日 | エスタディオ・ベニート・ビジャマリン     | スペイン         | 1-0    | 3-2  | UEFAネーションズリーグ2018-19           |
| 4.  | 2018年10月15日 | エスタディオ・ベニート・ビジャマリン     | スペイン         | 3-0    | 3-2  | UEFAネーションズリーグ2018-19           |
| 5.  | 2019年3月22日  | ウェンブリー・スタジアム                 | チェコ           | 1–0    | 5–0  | UEFA EURO 2020予選                      |
| 6.  | 2019年3月22日  | ウェンブリー・スタジアム                 | チェコ           | 2-1    | 5–0  | UEFA EURO 2020予選                      |
| 7.  | 2019年3月22日  | ウェンブリー・スタジアム                 | チェコ           | 4-1    | 5–0  | UEFA EURO 2020予選                      |
| 8.  | 2019年3月26日  | スタディオン・ポド・ゴリツォム           | モンテネグロ     | 5–1    | 5–1  | UEFA EURO 2020予選                      |
| 9.  | 2019年9月8日   | ロンドン、ウェンブリースタジアム         | ブルガリア       | 3–0    | 4–0  | UEFA EURO 2020予選                      |
| 10. | 2019年9月11日  | セント・メリーズ・スタジアム             | コソボ           | 1–1    | 5–3  | UEFA EURO 2020予選                      |
| 11. | 2019年10月15日 | ソフィア、ヴァシル・レフスキ国立競技場   | ブルガリア       | 4-0    | 6-0  | UEFA EURO 2020予選                      |
| 12. | 2019年10月15日 | ソフィア、ヴァシル・レフスキ国立競技場   | ブルガリア       | 5-0    | 6-0  | UEFA EURO 2020予選                      |
| 13. | 2020年9月5日   | レイキャヴィーク、ラウガルタルスヴェルル | アイスランド     | 1-0    | 1-0  | UEFAネーションズリーグ2020-21           |
| 14. | 2021年3月26日  | ロンドン、ウェンブリー・スタジアム       | サンマリノ       | 3–0    | 5–0  | 2022 FIFAワールドカップ・ヨーロッパ予選 |
| 15. | 2021年6月13日  | ロンドン、ウェンブリー・スタジアム       | クロアチア       | 1–0    | 1–0  | UEFA EURO 2020                          |
| 16. | 2021年6月22日  | ロンドン、ウェンブリー・スタジアム       | チェコ           | 1–0    | 1–0  | UEFA EURO 2020                          |
| 17. | 2021年6月30日  | ロンドン、ウェンブリースタジアム         | ドイツ           | 1-0    | 2-0  | UEFA EURO 2020                          |
| 18. | 2021年9月3日   | ブダペスト、プシュカーシュ・アレーナ     | ハンガリー       | 0-1    | 0-4  | 2022 FIFAワールドカップ・ヨーロッパ予選 |
| 19. | 2022年3月29日  | ロンドン、ウェンブリー・スタジアム       | コートジボワール | 2-0    | 3-0  | 親善試合                                |
| 20. | 2022年11月21日 | ライヤーン、ハリーファ国際スタジアム     | イラン           | 3-0    | 6–2  | 2022 FIFAワールドカップ                 |

## タイトル

### チーム
リヴァプール
- フットボールリーグカップ：1回（2011-12）

マンチェスター・シティ
- プレミアリーグ：4回（2017-18, 2018-19,2020-21,2021-22）
- EFLカップ：5回（2015-16, 2017-18, 2018-19,2019-20,2020-21）
- コミュニティ・シールド：2回（2018, 2019）
- FAカップ：1回（2018-19）

### 個人
- ゴールデンボーイ賞（2014年）
- プレミアリーグ月間最優秀選手（2016年8月）
- PFA年間ベストイレブン（2018-19）
- PFA年間最優秀若手選手賞（2018-19）
- FWA年間最優秀選手賞（2018-19）
- UEFA EURO 2020大会ベストイレブン  （2021）